# Clase O'Brien
La clase O'Brien fue una clase de destructores compuesta por seis barcos diseñados y construidos para la Armada de los Estados Unidos poco antes de que Estados Unidos entrara en la Primera Guerra Mundial. La clase O'Brien fue la tercera de cinco clases de destructores que se conocían como los "mil toneladas", porque fueron los primeros destructores estadounidenses de más de 1000 toneladas largas (1016 t) de desplazamiento.
El diseño de lo que se convirtió en la clase O'Brien fue el resultado de discusiones entre la Junta General de la Armada de los Estados Unidos y la Oficina de Artillería de la Armada de los Estados Unidos. El resultado fue un diseño que fue un desarrollo incremental de la clase Aylwin, que en sí misma era similar a la primera de las mil toneladas, la clase Cassin (que desplazó alrededor de un tercio más que la clase Paulding anterior). La diferencia clave en la clase O'Brien fue el aumento en el tamaño del torpedo, subiendo a 21 pulgadas (533 mm) de los torpedos de 18 pulgadas (457 mm) de las clases anteriores.
Los barcos tenían un desplazamiento medio de 1.050 toneladas largas (1.070 t), tenían poco más de 305 pies (93 m) de largo y tenían una manga de aproximadamente 31 pies (9,4 m). Todos los barcos tenían dos turbinas de vapor de accionamiento directo y una combinación de otros motores para navegar a velocidades de menos de 15 nudos (28 km/h). Todos los barcos fueron diseñados para una velocidad máxima de 29 nudos (54 km/h). Tal como estaban construidos, estaban armados con cuatro cañones de 4 pulgadas (102 mm) y tenían cuatro tubos de torpedos gemelos de 21 pulgadas (533 mm) con una carga de ocho torpedos, pero todos fueron equipados más tarde con cargas de profundidad. Los barcos fueron construidos por cuatro astilleros estadounidenses privados: Bath Iron Works , Fore River Shipbuilding Company, New York Shipbuilding Corporation y William Cramp & Sons, y se establecieron entre septiembre y noviembre de 1913; lanzado entre abril de 1914 y febrero de 1915; y comisionado en la Marina de los EE. UU. entre junio de 1914 y agosto de 1915.
Los seis barcos operaron en el Atlántico o el Caribe hasta la entrada de EE. UU. en la Primera Guerra Mundial en abril de 1917, cuando los seis fueron enviados al extranjero a Queenstown, Irlanda, para tareas de escolta de convoyes. Varios de los barcos rescataron a pasajeros y tripulantes de barcos hundidos por submarinos, y varios tuvieron encuentros con los propios submarinos; Nicholson ayudó a hundir el U-58 en noviembre de 1917, el primer submarino hundido por la Marina de los EE.UU. Los seis miembros de la clase habían regresado a los Estados Unidos en enero de 1919 y fueron dados de baja en junio de 1922. En 1924, dos de los seis, Ericsson y McDougal, fueron comisionados en la Guardia Costera de los Estados Unidos para ayudar a hacer cumplir la Prohibición como parte de la  Patrulla del ron". Fueron devueltos a la custodia de la Marina de los EE. UU. en 1932 y 1933, respectivamente. Los seis barcos se habían vendido para desguace en junio de 1936.

## Unidades
- USS O'Brien (DD-51) (1915-1922)
- USS Nicholson (DD-52) (1915-1922)
- USS Winslow (DD-53) (1915-1922)
- USS McDougal (DD-54) (1914-1934)
- USS Cushing (DD-55) (1915-1920)
- USS Ericsson (DD-56) (1916-1934)